# Sędzia kalosz
Sędzia kalosz – obraźliwy związek frazeologiczny występujący w języku polskim na określenie źle lub nie po myśli kibiców sędziującego arbitra sportowego.
Określenie wywodzi się prawdopodobnie z meczów hokejowych. W 1931 roku, podczas mistrzostw świata w hokeju na lodzie w Krynicy-Zdroju, reprezentacja Polski rozgrywała ważne i dość brutalne spotkanie z Czechosłowacją o mistrzostwo Europy. Kiedy belgijski sędzia André Poplimont, zamiast najlepszego z Czechów, Josefa Malečka, usunął z lodowiska przez pomyłkę Polaka, z trybun rzucono na lód kalosz, którego długo nikt nie usuwał (zrobił to dopiero po dłuższym czasie Maleček). Od tej pory nie tylko na meczach hokejowych, ale również piłkarskich na arbitra niesprawiedliwie sędziującego zaczęto wołać lub krzyczeć sędzia kalosz. Inne źródła wskazują na krakowskie lub lwowskie pochodzenie sformułowania.
Tytuł amerykańskiego filmu Jury Duty z 1995 roku w reżyserii Johna Fortenberry’ego został przez polskiego dystrybutora przetłumaczony jako Sędzia kalosz.